# Sympycnus arizonicus
Sympycnus arizonicus är en tvåvingeart som beskrevs av Harmston 1968. Sympycnus arizonicus ingår i släktet Sympycnus och familjen styltflugor.
Artens utbredningsområde är Arizona. Inga underarter finns listade i Catalogue of Life.